# Кохіма
Кохіма — столиця індійського штату Нагаленд, одне з трьох міст штату, що має власний муніципалітет.
Населення — 78 584 осіб (2001), 53 % з них — чоловіки, 75 % жителів грамотні. Більшість населення належать до народності Нага, більшість з них — Ангамі та Ренгма.

## Географія

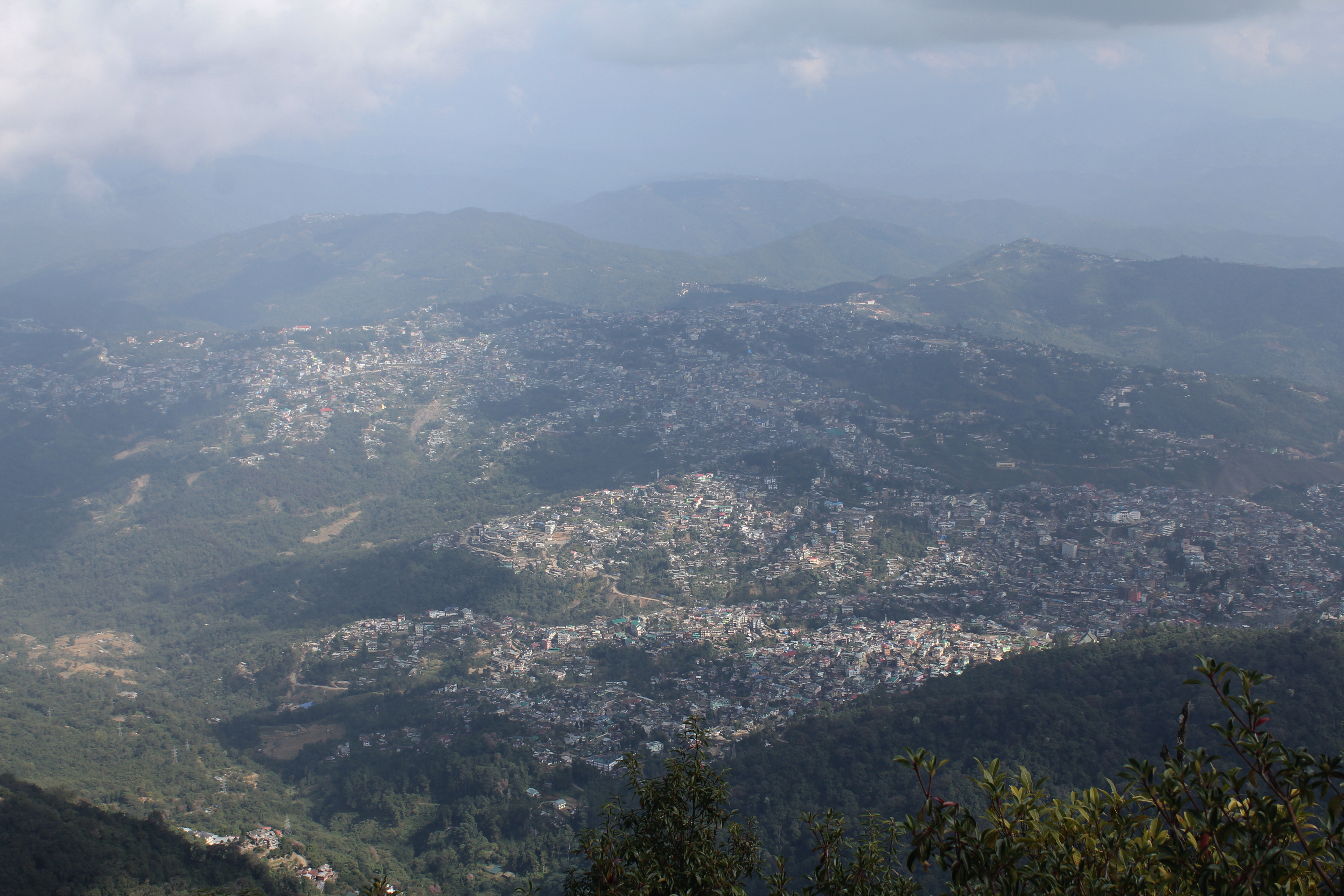
Аерофотозйомка Кохіми

Місто розташовується на сході Індії, у міжгірській улоговині Ассамо-Бірманських гір, недалеко від кордону з М'янмою. Висота над рівнем моря — близько 1400 м.

### Клімат
Кохіма знаходиться у зоні, котра характеризується океанічним кліматом субтропічних нагір'їв. Найтепліший місяць — серпень із середньою температурою 22.2 °C (72 °F). Найхолодніший місяць — січень, із середньою температурою 12.4 °С (54.3 °F).
| Клімат Кохіми           | Клімат Кохіми | Клімат Кохіми | Клімат Кохіми | Клімат Кохіми | Клімат Кохіми | Клімат Кохіми | Клімат Кохіми | Клімат Кохіми | Клімат Кохіми | Клімат Кохіми | Клімат Кохіми | Клімат Кохіми | Клімат Кохіми |
| Показник                | Січ.          | Лют.          | Бер.          | Квіт.         | Трав.         | Черв.         | Лип.          | Серп.         | Вер.          | Жовт.         | Лист.         | Груд.         | Рік           |
| Середній максимум, °C   | 16,6          | 17,9          | 22,1          | 24,1          | 24,4          | 24,9          | 25            | 25,4          | 25            | 23,4          | 20,6          | 17,7          | 22,3          |
| Середня температура, °C | 12,4          | 13,6          | 17,4          | 19,9          | 20,7          | 21,5          | 21,9          | 22,2          | 21,6          | 20            | 16,9          | 13,6          | 18,5          |
| Середній мінімум, °C    | 8,1           | 9,3           | 12,7          | 15,6          | 16,9          | 18,1          | 18,8          | 18,9          | 18,1          | 16,6          | 13,1          | 9,4           | 14,6          |
| Норма опадів, мм        | 11.7          | 35.4          | 47.6          | 88.7          | 159.2         | 333.8         | 371.8         | 364           | 250.1         | 126           | 35.2          | 7.8           | 1831.3        |
| ----------------------- | ------------- | ------------- | ------------- | ------------- | ------------- | ------------- | ------------- | ------------- | ------------- | ------------- | ------------- | ------------- | ------------- |
| Джерело: Weatherbase    |               |               |               |               |               |               |               |               |               |               |               |               |               |

## Історія

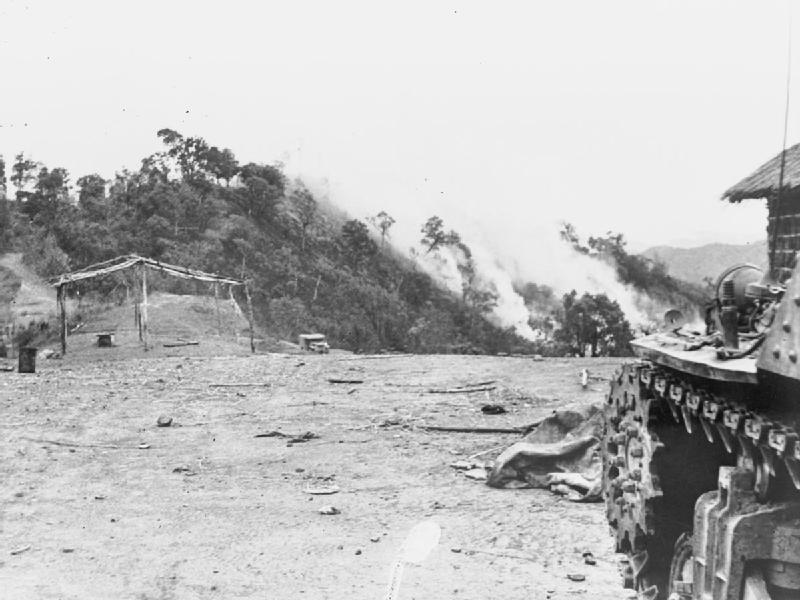
Японська позиція близько Кохіми 1944 року

У 1840-і роки почалися спроби британського проникнення до Нагаленду, які призводили до наполегливої опору нагів. Британцям знадобилося 40 років для встановлення свого контролю над порівняно невеликою територією. 1879 року Кохіма була обрана англійцями як місце розташування адміністрації округу «Гори Нагів» (англ. Naga Hills District) у складі Ассаму.
1944 року тут відбулася Кохімська битва між японськими військами та британською армією, яка закінчилася перемогою англійців та розгромом японської армії, зупинивши її просування до Індії та відкинувши японців назад до Бірми. За величезне значення битви її називають «східним Сталінградом».
1 грудня 1963 року Кохіма була оголошена столицею нового штату Нагаленд.